# Twierdzenie Taubera
Twierdzenie Taubera – twierdzenie analizy zespolonej pozwalające odwrócić przy dodatkowym założeniu twierdzenie Abela. Zostało udowodnione przez słowackiego matematyka Alfreda Taubera.

## Sformułowanie
Niech {\displaystyle f(z)=\sum _{n=0}^{\infty }a_{n}z^{n}} będzie szeregiem potęgowym o promieniu zbieżności 1. Jeśli {\displaystyle na_{n}} zbiega do zera przy {\displaystyle n} dążącym do nieskończoności oraz dla pewnego ciągu {\displaystyle (z_{n})_{n\in \mathbb {N} }\in \mathbb {C} ^{\mathbb {N} }} o wyrazach spełniających dla pewnego K warunek: {\displaystyle {\frac {|1-z_{n}|}{1-|z_{n}|}}<K} zachodzi {\displaystyle f(z_{n})\to s,} to szereg {\displaystyle \sum _{n=0}^{\infty }a_{n}} jest zbieżny i {\displaystyle \sum _{n=0}^{\infty }a_{n}=s.}

## Dowód
Oznaczmy przez {\displaystyle N(z)} liczbę całkowitą taką, że: {\displaystyle N(z)\leqslant {\frac {1}{1-|z|}}<N(z)+1.} Przy {\displaystyle z_{n}} dążących do 1 {\displaystyle N(z_{n})\to \infty .} Zatem ponieważ {\displaystyle \left|\sum _{n=N(z_{k})}^{N(z_{l})}a_{n}\right|\leqslant \left|\sum _{n=0}^{N(z_{l})}a_{n}-f(z_{l})\right|+|f(z_{l})-f(z_{k})|+\left|f(z_{k})-\sum _{n=0}^{N(z_{k})}a_{n}\right|} jeśli {\displaystyle f(z_{n})} spełnia warunek Cauchy’ego, to by wykazać, że {\displaystyle \sum _{n=0}^{N}a_{n}} też go spełnia wystarczy udowodnić, że {\displaystyle f(z)-\sum _{n=0}^{N(z)}a_{n}} dąży do zera.
Z założenia dla dostatecznie dużych {\displaystyle N} dla wszystkich {\displaystyle n>N} zachodzi {\displaystyle |na_{n}|<\epsilon ,} więc wówczas:
{\displaystyle \left|\sum _{n=N(z)+1}^{\infty }a_{n}z^{n}\right|=\left|\sum _{n=N(z)+1}^{\infty }na_{n}{\frac {z^{n}}{n}}\right|<{\frac {\epsilon }{N(z)+1}}\sum _{n=N(z)+1}^{\infty }|z|^{n}<\epsilon {\frac {\frac {1}{1-|z|}}{N(z)+1}}<\epsilon .}
Ponieważ {\displaystyle |1-z^{n}|=\left|(1-z)\left(\sum _{k=0}^{n}z^{k}\right)\right|<n|1-z|,} zaś z twierdzenia o zbieżności średnich wynika, że {\displaystyle {\frac {1}{N}}\sum _{n=0}^{N}|na_{n}|\to 0} przy {\displaystyle N\to \infty ,} zachodzi (korzystając z warunku spełnianego przez wyrazy ciągu oraz definicji {\displaystyle N(z)}):
{\displaystyle \left|\sum _{n=0}^{N(z)}a_{n}(1-z^{n})\right|\leqslant \left|\sum _{n=0}^{N(z)}a_{n}n(1-z)\right|\leqslant K(1-|z|)\sum _{n=0}^{N(z)}|na_{n}|\leqslant K{\frac {1}{N(z)}}\sum _{n=0}^{N(z)}|na_{n}|<\epsilon .}
Zatem:
{\displaystyle \left|f(z_{n})-\sum _{k=0}^{N(z_{n})}a_{k}\right|\leqslant \left|\sum _{k=N(z_{n})+1}^{\infty }a_{k}z^{k}\right|+\left|-\sum _{k=0}^{N(z_{n})}a_{k}(1-z^{k})\right|<\epsilon +\epsilon .}
Uwaga: z twierdzenia Abela wynika, że zawsze można wziąć ciąg należący do odcinka {\displaystyle (0\,1),} bo jeśli szereg jest zbieżny, to zbieżność {\displaystyle f(z_{n})} zachodzi dla każdego ciągu spełniającego warunek.